# Rivière Kiamika
Pour les articles homonymes, voir Kiamika (homonymie).
La rivière Kiamika est un cours d'eau de la municipalité de Kiamika, dans la municipalité régionale de comté (MRC) de Antoine-Labelle, dans la région administrative des Laurentides, au Québec, au Canada.

## Géographie
La rivière Kiamika coule surtout en milieu forestier, sauf dans la basse vallée où elle traverse des zones agricoles et des villages. Dans son parcours vers le sud, la rivière traverse plusieurs lacs dont : Chopin, Ouimet, Offset, Nestor, Franchère, Réservoir Kiamika, le Petit lac Kiamika, le lac des Écorces et Guérin.
Plusieurs barrages ont été érigés afin de régulariser le débit de la rivière, en particulier sur le lac Kiamika. Ce plan d'eau est finalement devenu un réservoir de 43 km2 de superficie, avec une profondeur maximale de 46 m. Ce réservoir comporte plusieurs grandes îles dont certaines étaient des terres contiguës avant la submersion.

## Toponymie
En langue algonquine, le terme Kiamika signifie : « abrupt ou coupé au-dessous de l'eau ». Dans ses notes de 1863, Stanislas Drapeau, affirme que le canton de Kiamica tire son appellation de la rivière, laquelle était probablement désignée ainsi depuis longtemps. Sur la carte de canton de 1891, le Petit lac Kiamika était désigné Petit lac à l'Écorce. La plus ancienne graphie cartographique du toponyme R. Kiamika figure sur une carte d'Eugène Taché datée de 1870.

## Histoire
Au XIXe siècle, les premiers arpenteurs à traverser la région constatent dans leurs rapports que les eaux de cette rivière étaient relativement canotable et chaude. Ils soulignaient le microclimat perçu plus doux de cette vallée et faisaient référence au bon potentiel d'exploitation agricole des basses terres de la vallée et d'exploitation forestière de l'ensemble de la région. Les premières initiatives d'exploitation forestière de la vallée ont été réalisées par la compagnie MacLaren.
Dès la fin du XIXe siècle, plusieurs pionniers venant du sud se sont établis dans la partie inférieure de la vallée de la Kiamika, en recherchant de nouvelles terres. Grâce à ces nombreux colons et leur famille, les localités agro-forestières de Chute-Saint-Philippe, de Lac-des-Écorces, de Val-Barrette et de Kiamika ont été érigées en paroisses catholiques et en municipalités avant de constituer leur commission scolaire respective.